# Barbus paludinosus
Barbus paludinosus är en fiskart som beskrevs av Peters 1852. Barbus paludinosus ingår i släktet Barbus och familjen karpfiskar. IUCN kategoriserar arten globalt som livskraftig. Inga underarter finns listade.

## Bildgalleri

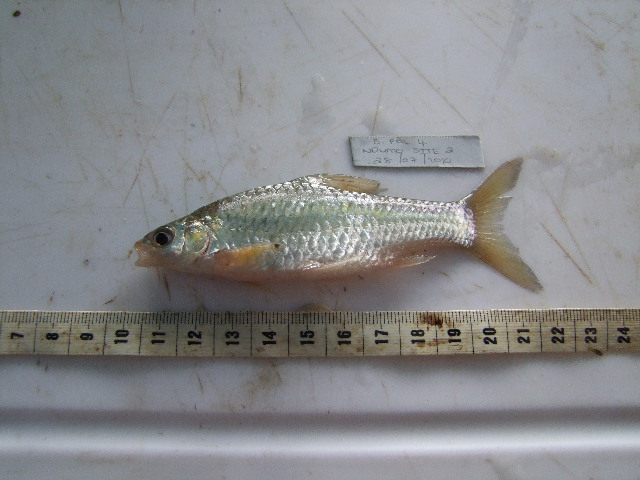